# Oliver Stokowski

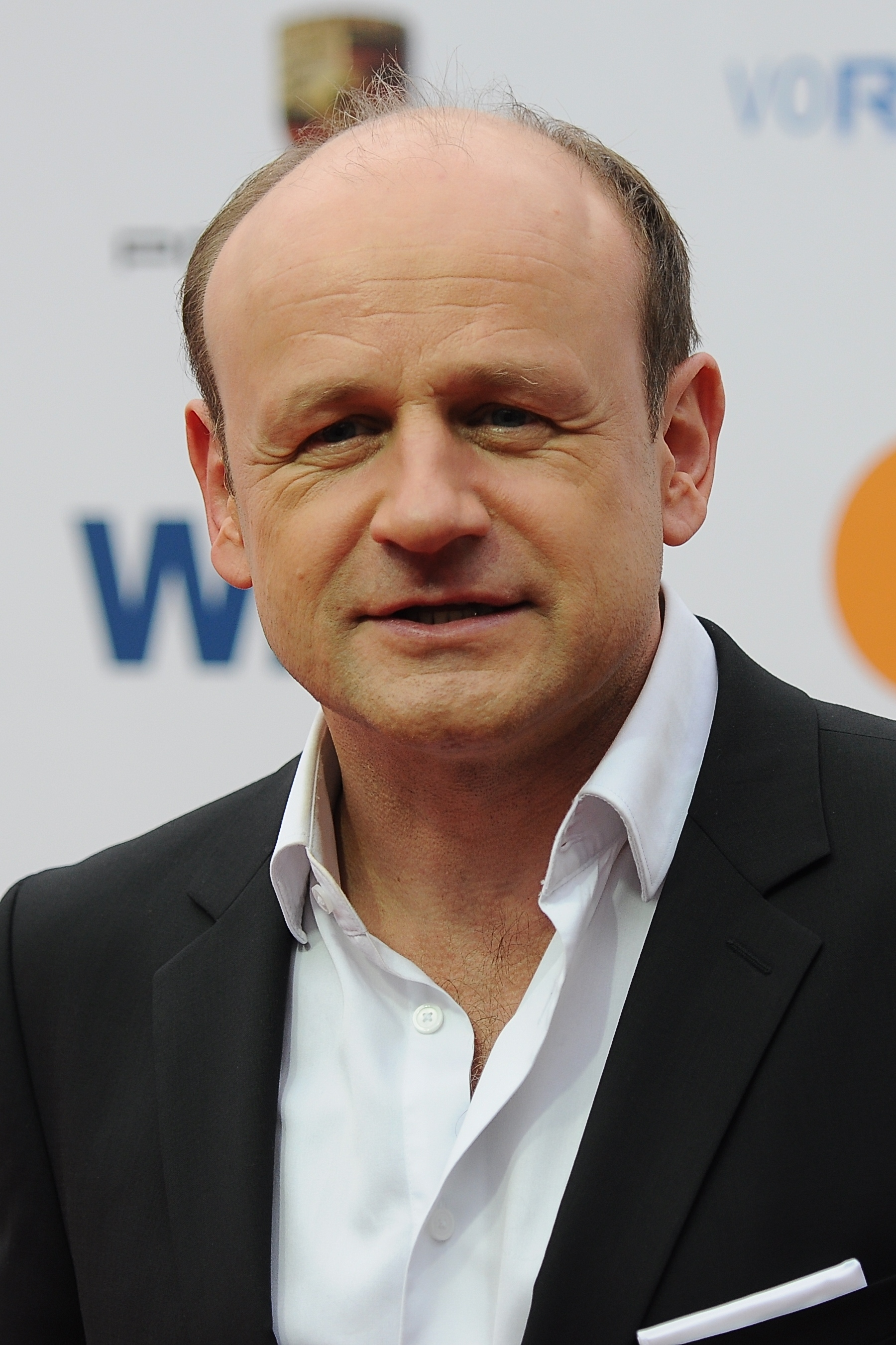
Oliver Stokowski bei der Verleihung des Grimme-Preises 2014

Oliver Stokowski (* 8. August 1962 in Kassel) ist ein deutscher Schauspieler. Seit 1987 trat er in über 100 Film- und Fernsehproduktionen vor die Kamera und wirkte in zahlreichen Theaterstücken.

## Leben

### Herkunft und Ausbildung
Oliver Stokowski, Sohn eines Hauptkommissars, absolvierte nach dem Abitur 1981 von 1982 bis 1985 zunächst ein Musikstudium mit Schwerpunkt Klavier und Kontrabass und spielte als Bassist in verschiedenen Bands. 1989 schloss er ein Schauspielstudium an der Universität für Musik und darstellende Kunst Graz mit dem Abschluss Magister of Arts ab. Sein erster Berufswunsch war Tiefseeforscher. Seinen Zivildienst absolvierte er als Rettungssanitäter beim Roten Kreuz.

### Theater

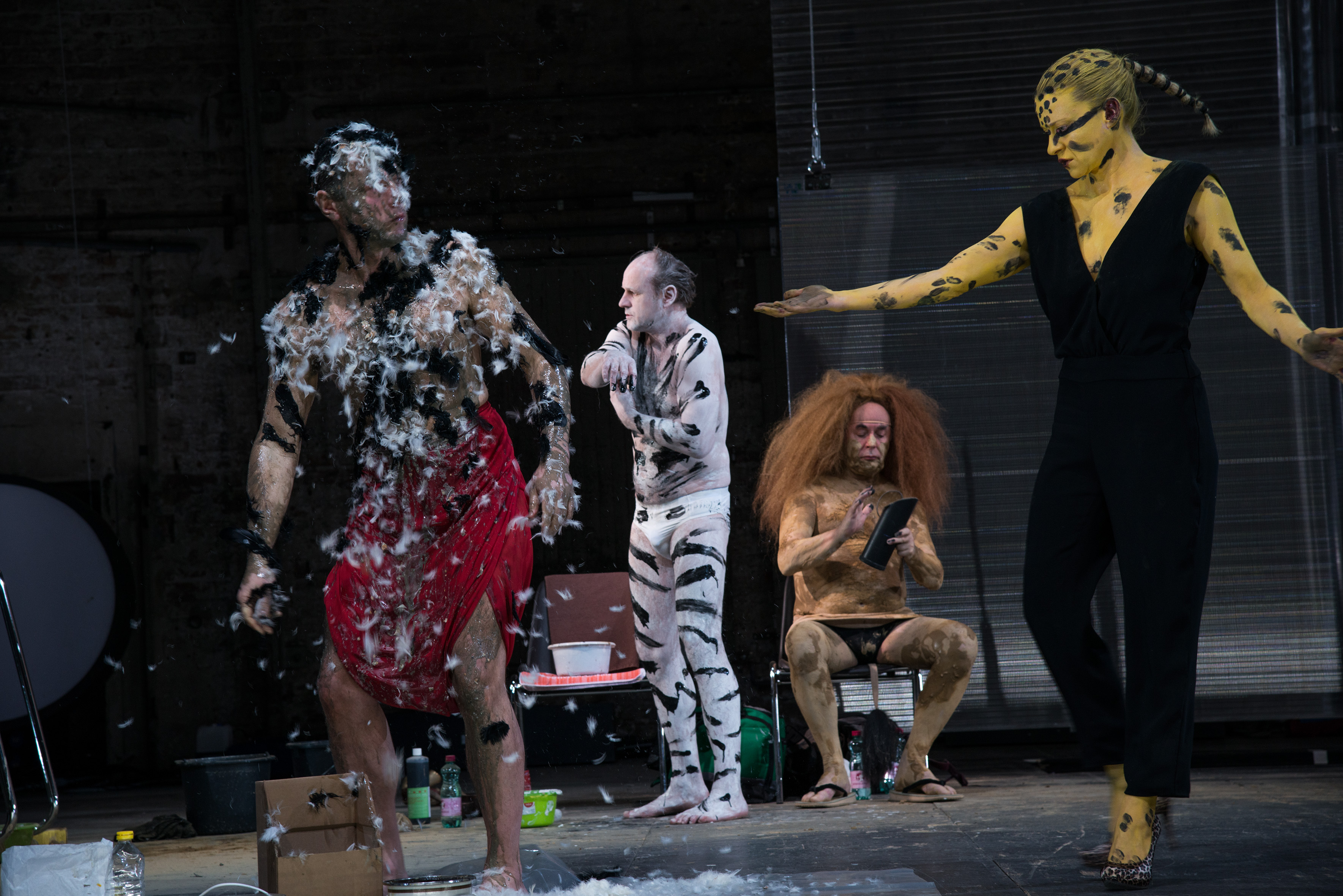
Oliver Stokowski in Das Reich der Tiere, Akademietheater Wien 2015

Seine Bühnenkarriere begann er 1989 am Staatstheater Hannover in Stücken wie Onkel Wanja und Die Dreigroschenoper. Ab 1993 zeigte er am Residenztheater / Bayerischen Staatsschauspiel sein vielseitiges Talent in Inszenierungen u. a. von Leander Haußmann und Hans Neuenfels. 1996 folgten Auftritte am Wiener Burgtheater und bei den Salzburger Festspielen. Ab 1998 spielte Oliver Stokowski am Residenztheater in München u. a. die Rolle des Hamlet in der Inszenierung von Matthias Hartmann. Anschließend wechselte er ans Schauspielhaus Bochum, wo er u. a. die Titelrolle in Peer Gynt, Regie: Jürgen Gosch, spielte.
In der Spielzeit 2005/06 wurde Stokowski Ensemblemitglied im Schauspielhaus Zürich. Dort spielte er u. a. erneut unter der Regie von Jürgen Gosch, diesmal den Lopachin in Der Kirschgarten und arbeitete 2007 zum ersten Mal mit dem lettischen Regisseur Alvis Hermanis für das experimentelle Stück Väter zusammen, welches seither europaweit unzählige Male auf internationalen Festivals gezeigt wurde. Später wechselte er erneut ans Wiener Burgtheater, wo er 2014 unter der Regie von Jan Lauwers den Morris in der Uraufführung von John Cassavetes’ letztem Stück Begin the Beguine spielte sowie u. a. mit den Regisseuren David Bösch und Roland Schimmelpfennig arbeitete. Seit 2015 steht er als Gast in verschiedenen Stücken auch auf der Bühne des Deutschen Theaters in Berlin. Mit der Spielzeit 2018/19 kehrte er ans Residenztheater (München) zurück und ist seit der Spielzeit 2019/2020 erneut festes Ensemblemitglied am Residenztheater.

### Film und Fernsehen

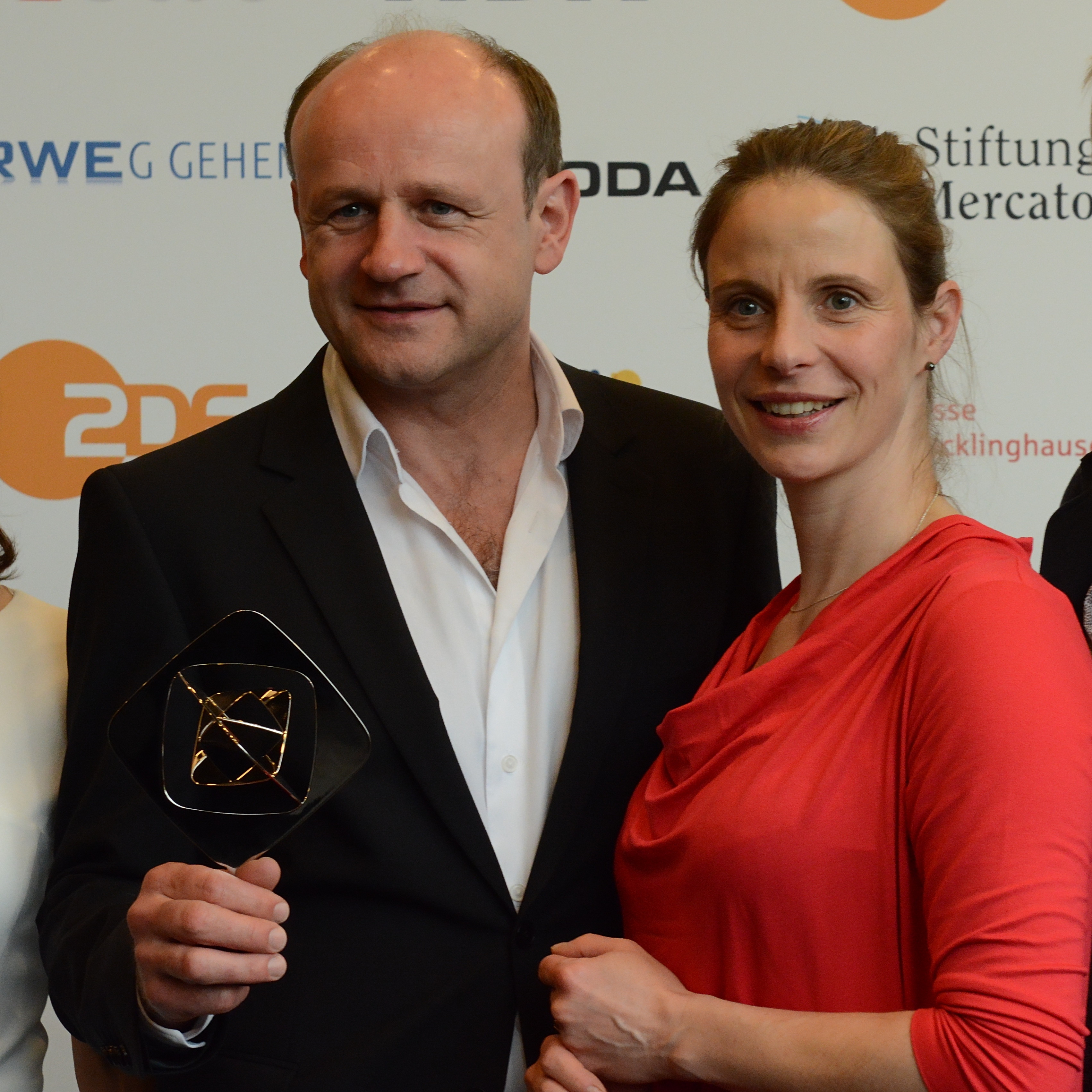
Oliver Stokowski und Julia Jäger bei der Verleihung des Grimme-Preises 2014

Von 2001 bis 2005 lief die Krimi-Reihe Der Ermittler, in der Stokowski die Hauptrolle des Hamburger Hauptkommissars Paul Zorn übernahm. Zuvor spielte er in Fernseh-Krimis mit: als Kommissar Robert Grosche in einigen Episoden von Polizeiruf 110 (1998/2002, mit Chantal de Freitas) sowie in Tatort (2000) und der Krimireihe Faust (1995).
Bereits 1988 besetzte ihn Dominik Graf in seiner Beziehungskomödie Tiger, Löwe, Panther, ein Jahr später folgte eine kleine Nebenrolle als Dealer in dem Kriminalfilm Schattenboxer. In der Beziehungskomödie Echte Kerle (1996) war Stokowski dann wieder der Ermittler an der Seite von Christoph M. Ohrt. Landgang für Ringo (1996) mit Benno Fürmann war ein sehenswertes Seemanns-Drama. In Der Skorpion (1996) spielte Stokowski wieder unter der Regie von Dominik Graf an der Seite von Heiner Lauterbach und Marek Harloff.
In Sönke Wortmanns Episodenfilm St. Pauli Nacht war er der schüchterne Typ vom Lande (1999), der sich in Valerie Niehaus verguckte. Danach spielte Stokowski unter anderem erstmals in einer großen Hollywood-Produktion, dem U-Boot-Film U-571 (2000) und im mehrfach ausgezeichneten Psychothriller Das Experiment (2001) von Oliver Hirschbiegel. Seither folgten Auftritte unter anderem in zahlreichen Fernsehfilmen und in Kinoproduktionen. 2012 verkörperte er den Kurt in einer Episode der amerikanisch-internationalen Serie Crossing Lines. 2013 spielte er an der Seite von Geoffrey Rush in dem Kinofilm Die Bücherdiebin von Brian Percival. Weitere Rollen auf der Kinoleinwand hatte er in der schwarzen Komödie Sex & Crime (2016) von Paul Florian Müller sowie in dem Drama Short Term Memory Loss (2017) von Andreas Arnstedt zu sehen, welches auf dem Zurich Film Festival und dem Festival Internationale Hofer Filmtage Premiere feierte.
Seit 2019 ist er in der britisch-österreichischen Kriminalfilm-Reihe Vienna Blood in der Rolle des Professors Gruner zu sehen. 2021 verkörperte er an der Seite von Barbara Nüsse den Fernsehkoch, Autor und Moderator Horst Lichter in der Verfilmung von dessen Autobiografie Keine Zeit für Arschlöcher!.

### Privates
Seit 2014 ist er mit der Schauspielerin Lilian Naumann (* 1981) verheiratet. Das Paar lebt mit dem gemeinsamen Sohn in München.
Der englische Dirigent Leopold Stokowski war sein Urgroßvater.

## Filmografie (Auswahl)
- 1987: Derrick (Fernsehserie, Folge Die Nacht des Jaguars)
- 1988: Tiger, Löwe, Panther
- 1992: Schattenboxer
- 1994: Polizeiruf 110: Gespenster (Fernsehreihe)
- 1996: Faust (Fernsehserie, Folge Auf Sendung)
- 1996: Echte Kerle
- 1996: Der Alte – Folge 217: Nachtmorde, bis 2020 weitere 2 Rollen in der Serie
- 1996: Der Skorpion (Fernsehfilm)
- 1996: Landgang für Ringo (Fernsehfilm)

- 1998–2002: Polizeiruf 110 (Team Schlosser, Reeding, Grosche)
  - 1998: Kleiner Engel
  - 1999: Schellekloppe
  - 2000: Totenstille
  - 2001: Bis unter die Haut
  - 2002: Grauzone
- 1999: St. Pauli Nacht
- 1999: Ein Mann wie eine Waffe (Fernsehfilm)
- 1999: Millennium Love: Ich habe dich nie vergessen (Fernsehfilm)
- 2000: Lieb mich! (Fernsehfilm)
- 2000: U-571
- 2000: Tatort: Die kleine Zeugin (Fernsehreihe)
- 2001: Das Experiment
- 2001: Ein Yeti zum Verlieben (Fernsehfilm)
- 2001: Polizeiruf 110: Kurschatten
- 2001–2005: Der Ermittler (Fernsehserie, 29 Folgen)
- 2002: Mann, oh Mann, oh Mann! (Fernsehfilm)
- 2002: Familie XXL (Fernsehfilm)
- 2003: Die Geisel (Fernsehfilm)
- 2003: Königskinder (Fernsehfilm)
- 2005: Tatort: Letzte Zweifel
- 2006: Das Duo: Der Sumpf (Fernsehreihe)
- 2007: Das zweite Leben (Fernsehfilm)
- 2008: Die Sache mit dem Glück (Fernsehfilm)
- 2008: Polizeiruf 110: Verdammte Sehnsucht
- 2008: Max Manus
- 2008: Tatort: Ausweglos
- 2009: Durch diese Nacht (Fernsehfilm)
- 2009: Stubbe – Von Fall zu Fall: Im toten Winkel (Fernsehreihe)
- 2009: Einsatz in Hamburg – Tödliches Vertrauen (Fernsehreihe)
- 2009: Nachtschicht – Wir sind die Polizei (Fernsehreihe)
- 2009, 2012: Kommissar Stolberg (Fernsehserie, verschiedene Rollen, 2 Folgen)
- 2010: Ein starkes Team: Im Zwielicht (Fernsehreihe)
- 2010: Klimawechsel (Fernsehsechsteiler)
- 2010: Das Geheimnis in Siebenbürgen (Fernsehfilm)
- 2010: Tatort: Königskinder
- 2011, 2015: Der Staatsanwalt (Fernsehserie, verschiedene Rollen, 2 Folgen)
- 2011, 2016: SOKO Leipzig (Fernsehserie, verschiedene Rollen, 2 Folgen)
- 2012: Danni Lowinski (Fernsehserie, Folge Bittere Pille)
- 2012: Die Heimkehr (Fernsehfilm)
- 2012: Überleben an der Wickelfront (Fernsehfilm)
- 2012: Kommissarin Lucas – Bombenstimmung (Fernsehreihe)
- 2012–2014: Der letzte Bulle (Fernsehserie, verschiedene Rollen, 4 Folgen)
- 2013: Frühlingskinder (Fernsehreihe)
- 2013: Zeit der Helden (Fernsehserie, 9 Folgen)
- 2013: Lotta & die frohe Zukunft (Fernsehreihe)
- 2013: Bella und der Feigenbaum (Fernsehfilm)
- 2013: Die Bücherdiebin
- 2013: Letzte Spur Berlin (Fernsehserie, Folge Wunschbild)
- 2013: Herzensbrecher – Vater von vier Söhnen (Fernsehserie, Folge Schwerer Verlust)
- 2013–2016: Die Chefin (Fernsehserie, 3 Folgen)
- 2014: SOKO Donau/SOKO Wien (Fernsehserie, Folge Solo für Beck)
- 2014: Für immer ein Mörder – Der Fall Ritter (Fernsehfilm)
- 2014: Tatort: Der sanfte Tod
- 2014: Tatort: Der Maulwurf
- 2015: Alles Verbrecher – Leiche im Keller (Fernsehfilm)
- 2015: Helen Dorn: Der Pakt (Fernsehreihe)
- 2016: Der Bergdoktor – Zehn Jahre Ewigkeit
- 2016: Sex & Crime
- 2016: Ein Kommissar kehrt zurück (Fernsehfilm)
- 2017: Tod im Internat (Fernsehzweiteiler)
- 2017: SOKO Stuttgart (Fernsehserie, Folge Durchgeknallt)
- 2018: Spreewaldkrimi: Tödliche Heimkehr (Fernsehreihe)
- 2019: Kühn hat zu tun
- 2019: Tatort: Das verschwundene Kind
- 2019: Südpol (Fernsehfilm)
- seit 2019: Vienna Blood (Fernsehreihe)
- 2020: Nord Nord Mord: Sievers und die tödliche Liebe (Fernsehreihe)
- 2021: Das Versprechen (Fernsehfilm)
- 2021: Mich hat keiner gefragt (Fernsehfilm)
- 2022: Keine Zeit für Arschlöcher (Fernsehfilm)
- 2023: Der Bozen-Krimi: Die Todsünde (Fernsehreihe)
- 2025: Auf der Walz – Drei Jahre und ein Tag (Fernsehfilm)

## Theaterrollen (Auswahl)

### Residenztheater München
- 2021: Unsere Zeit (als Stanislaw). Von Simon Stone nach Motiven von Ödön von Horváth (Uraufführung/Auftragswerk). Inszenierung: Simon Stone[8][9][10][11][12][13]
- 2022: Das Vermächtnis – The Inheritance (als Henry Wilcox). Von Matthew Lopez, frei nach dem Roman «Howards End» von E.M. Forster. Inszenierung: Philipp Stölzl
- 2022: Spiel des Lebens – Die Kareno-Trilogie: «An des Reiches Pforten» – «Spiel des Lebens» – «Abendröte» (als Herr Otermann). Nach Knut Hamsun. Inszenierung: Stephan Kimmig[14][15][16][17][18]
- 2023: Erfolg (als Gefängnisdirektor Förtsch / Paul Hessreiter). Nach Lion Feuchtwanger – bearbeitet von Barbara Sommer und Stefan Bachmann. Inszenierung: Stefan Bachmann[19][20][21]
- 2023: Andersens Erzählungen (als Jonas Collin, Edvards Vater, Andersens Ziehvater / Meerhexe). Nach Hans Christian Andersen. Inszenierung: Jherek Bischoff, Jan Dvořák und Philipp Stölzl[22]
- 2024: Maria Stuart (als Georg Talbot, Graf von Shrewsbury). Nach Friedrich Schiller. Inszenierung: Alexander Eisenach / Nora Schlocker[23]
- 2024: Die Wildente (als Werle, Großhändler, Werksbesitzer). Nach Henrik Ibsen. Inszenierung: Johannes Holmen Dahl[24]
- 2024: Die Gewehre der Frau Carrar / Würgendes Blei (als Der Arbeiter Pedro Jaquéras, Teresa Carrars Bruder). Von Bertolt Brecht als Fortschreibung von Björn SC Deigner. Inszenierung: Luise Voigt[25]
- 2025: Kasimir und Karoline (als Rauch). Von Ödön von Horváth. Inszenierung: Barbara Frey[26]
- 2025: Der zerbrochne Krug (als Adam, Dorfrichter). Von Heinrich von Kleist. Inszenierung: Mateja Koležnik[27]
- 2025: Romeo und Julia (als Capulet). Regie: Elsa-Sophie Jach

## Hörspiele (Auswahl)
- 2013: Holger Siemann: Mord am Hindukusch., Regie: Annette Kurth (WDR)
- 2017: Jocelyne Saucier: Ein Leben mehr. (Deutschlandfunk Kultur)

## Auszeichnungen
- 1995: Förderpreis des Vereins der Freunde des Bayerischen Staatsschauspiels[28]
- 1999: Kurt-Meisel-Preis[28]
- 2001: Deutscher Fernsehpreis in der Kategorie „Bester Schauspieler Serie“ für seine darstellerische Leistung als Ermittler
- 2013: Nominierung für den Nestroy-Theaterpreis für seine Rolle des La Roche in Der Parasit von Friedrich Schiller am Burgtheater Wien[29]
- 2013: Deutscher Fernsehpreis in der Kategorie „Beste Serie“ für Zeit der Helden
- 2014: Grimme-Preis für Zeit der Helden (stellvertretend für das Darsteller-Ensemble)
- 2024: Ernennung zum Bayerischen Staatsschauspieler[30]